# Exocentrus suturalis
Exocentrus suturalis är en skalbaggsart som beskrevs av Maurice Pic 1926. Exocentrus suturalis ingår i släktet Exocentrus och familjen långhorningar. Inga underarter finns listade i Catalogue of Life.